# Tameichi Hara
Tameichi Hara (原 為?, Hara Tameichi; Prefettura di Kagawa, 16 ottobre 1900 – 10 ottobre 1980) è stato un militare giapponese, attivo durante la seconda guerra mondiale.
Ufficiale della Marina imperiale giapponese, fu autore del manuale sulle tecniche di attacco con siluri e divenne famoso per la sua abilità nell'uso dei siluri e nel combattimento notturno.
Hara fu comandante dei cacciatorpediniere Amatsukaze (classe Kagero) e Shigure (classe Shiratsuyu) della Marina giapponese dall'inizio alla fine della seconda guerra mondiale. La sua ultima azione di guerra fu al comando dell'incrociatore leggero Yahagi che con otto cacciatorpediniere formavano la scorta della corazzata Yamato nella sua ultima missione, l'operazione Ten-Go.
La sua autobiografia Per un milione di morti è considerata un'importante fonte storica per gli studiosi.